# Dita Rozenberga
Dita Rozenberga (Tukums, 22 dicembre 1992) è un'ex cestista lettone.

## Carriera
Ha partecipato agli europei 2015 in Ungheria/Romania e ai mondiali 2018 in Spagna.